# 超級夜總會
《超級夜總會》（英語：Super Night Club），簡稱《超夜》，為三立台灣台外景綜藝節目，三立電視監製，艾迪斯傳播製作，製作人彭維昱（2011/10～2019/8）於2019/9～至今 三立電視收回自製，主持人澎恰恰、許效舜、苗可麗，導演澎恰恰。。2011年11月12日起每週六晚間18:30在三立台灣台與中華電信MOD三立戲劇台首播，內容以「台灣好歌」、「台灣好秀」為主軸，不定時穿插不同單元如「澎公與憨舜」、「音樂教室」、「人生歌聲」、「超級大廟口」、「超級歌中劇」和「超級劇場」、「超級豐神榜」、「超級任務」、「小虎歌友會」、「永遠的星星」、「超級點歌秀」、「超級巨星秀」...等主題集結而成。出動大型舞台車至各縣、市、鎮、鄉、村的著名觀光景點（含遊樂區）、廟宇、夜市及學校等地錄影。 

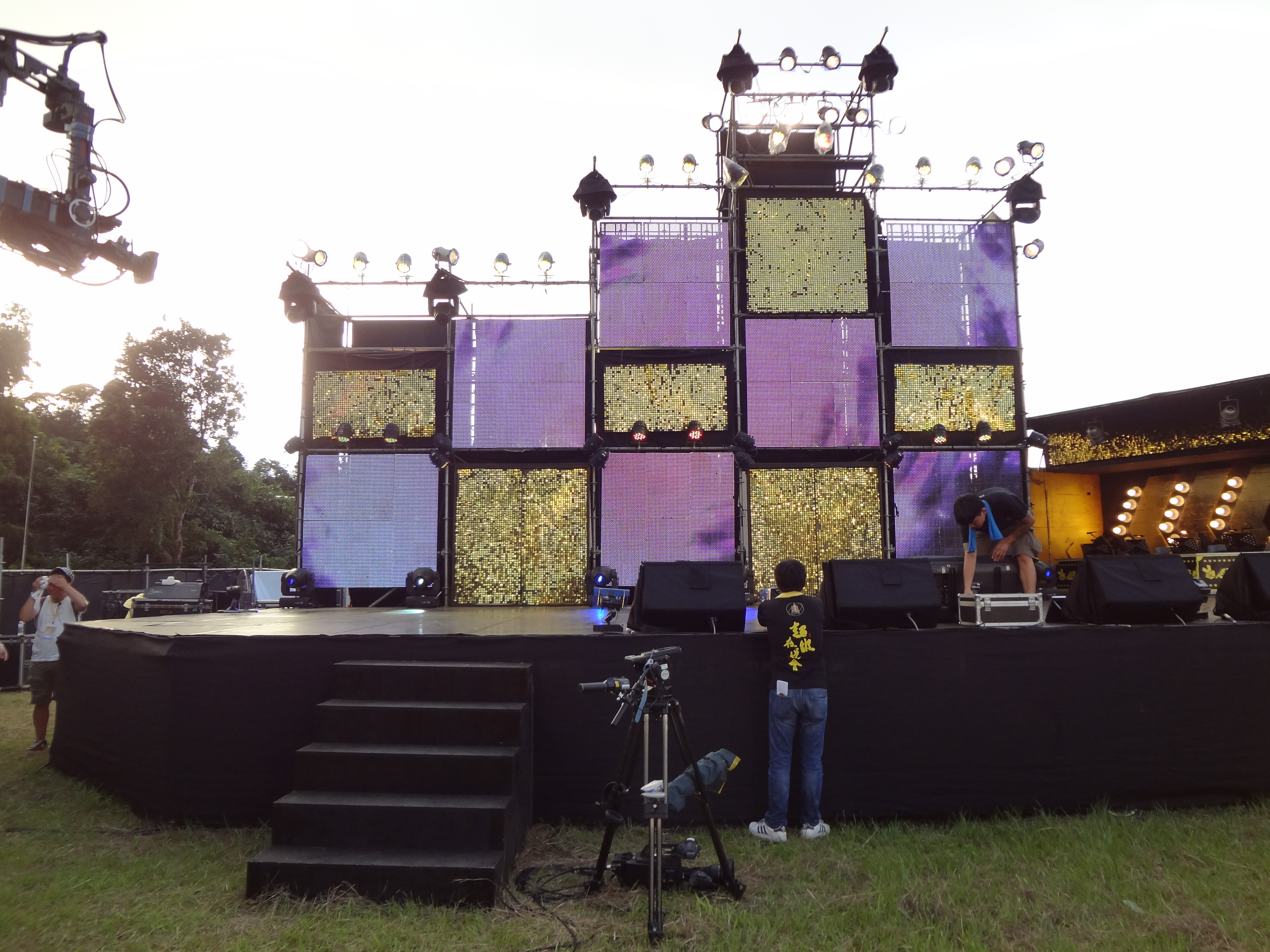
《超級夜總會》舞台

《超級夜總會2.0》於2014年9月27日正式推出，加入常態主持人苗可麗與〈在台灣的感動〉單元主持人詹雅雯。
2020年4月起，因應新冠肺炎疫情，把戶外錄影移至棚內，開播八年多來首度改變型態。
2020年7月25日起，恢復戶外錄影節目型態。
2021年中旬，因應新冠肺炎疫情，暫停戶外錄影。
2021年8月28日，因應新冠肺炎疫情，首度採線上錄影。
2021年11月13日起，恢復外場錄影。

## 概說

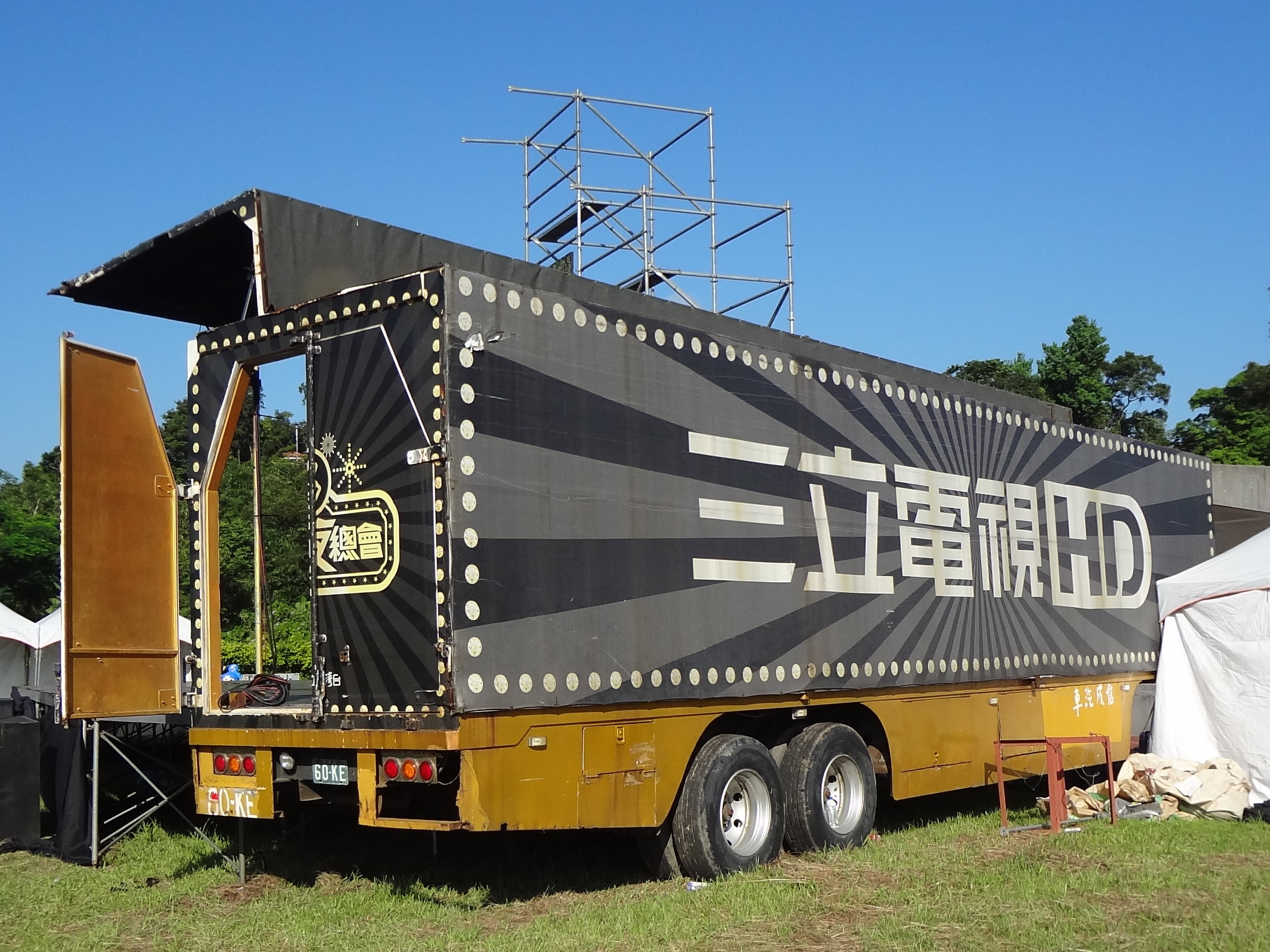
《超級夜總會》舞台車60-KE

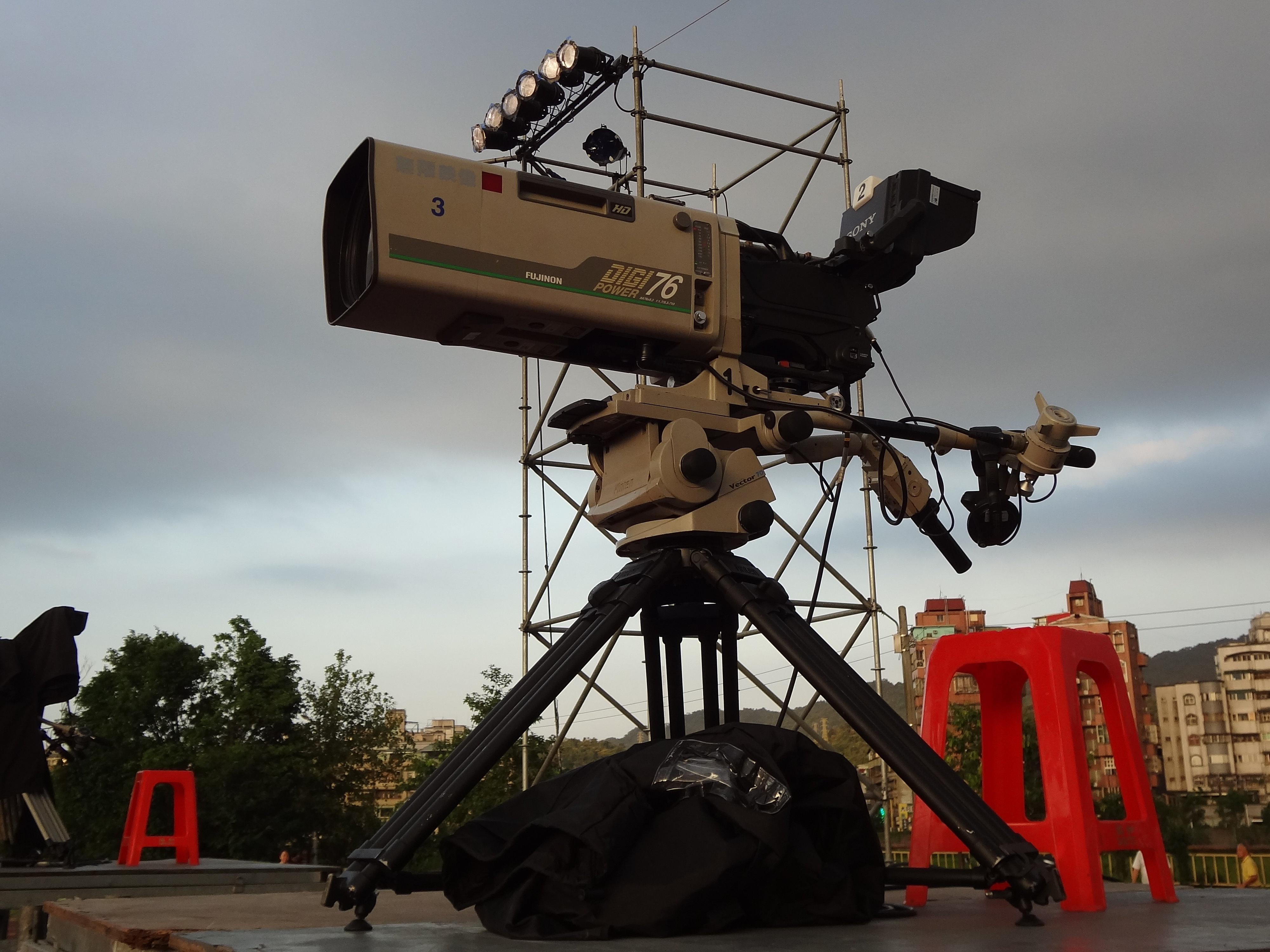
《超級夜總會》於堵南國小錄影，觀眾席後方的無限映像Sony電視攝影機

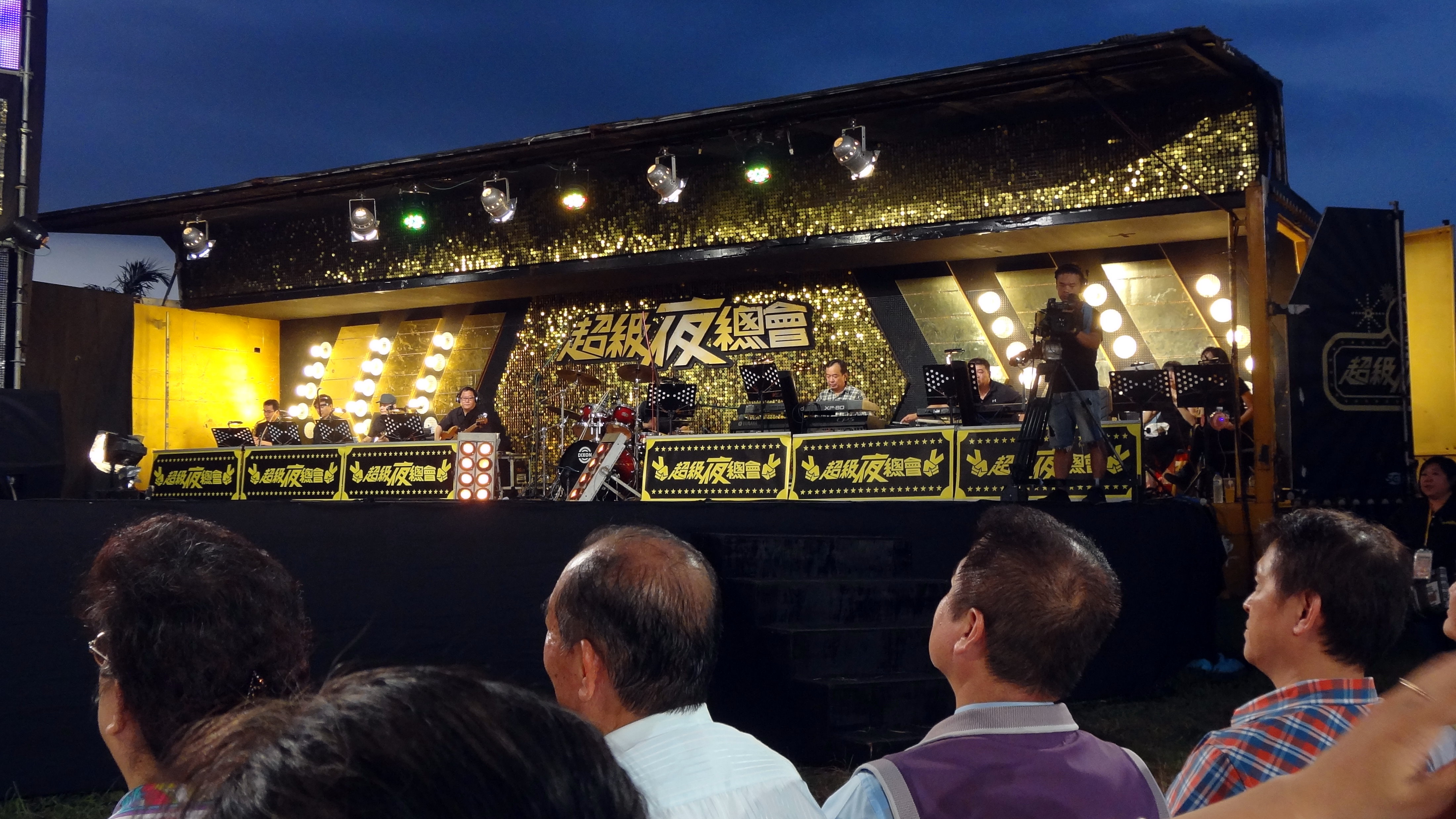
《超級夜總會》樂隊席位於舞台車內

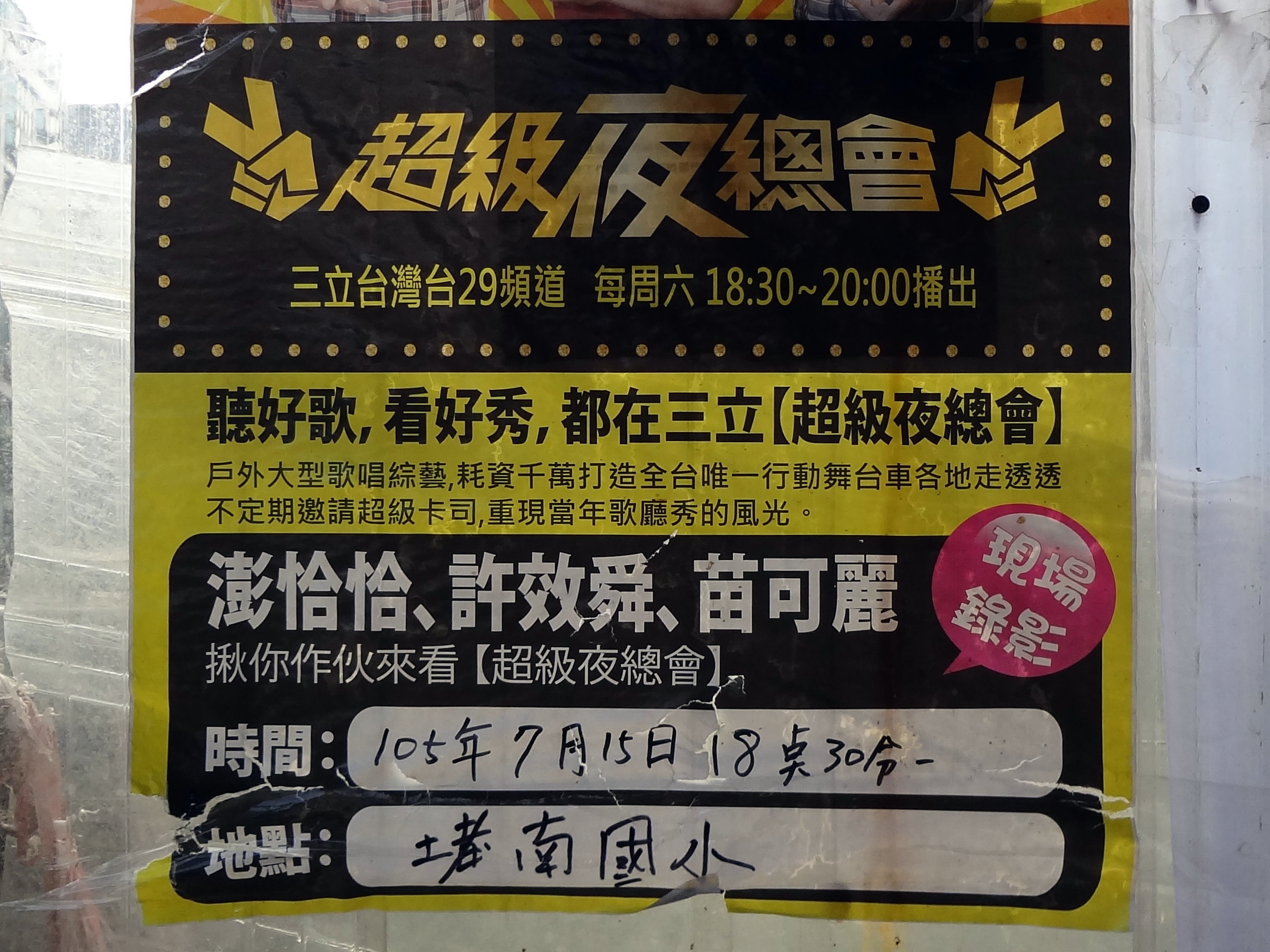
《超級夜總會》現場錄影時間預告海報

《超級夜總會》是台灣電視史上第一個出動大型舞台車至全國各鄉鎮市區著名觀光景點（含遊樂區）、廟宇、夜市及學校等地錄製的大型綜藝節目。外景錄影無限映像、三立電視工程部（字幕未列名），攝影機機位為六機作業（觀眾席3機、舞台左側1機、舞台右側1機、攝影吊臂1機），攝影七人。音樂總監詹緒純，樂隊詹仔大樂隊，製播總監龔美富。樂隊席位於舞台車內，錄影時舞台車左側車身往上掀開。舞台依現場地形臨時搭建，所以樂隊席不會固定在舞台左邊或舞台右邊：例如同樣在基隆市錄影，2013年7月27日在碧砂漁港錄影時樂隊席在舞台左邊，2016年7月15日在堵南國小錄影時樂隊席在舞台右邊。

## 歷屆主持人
- 第一代：澎恰恰、許效舜

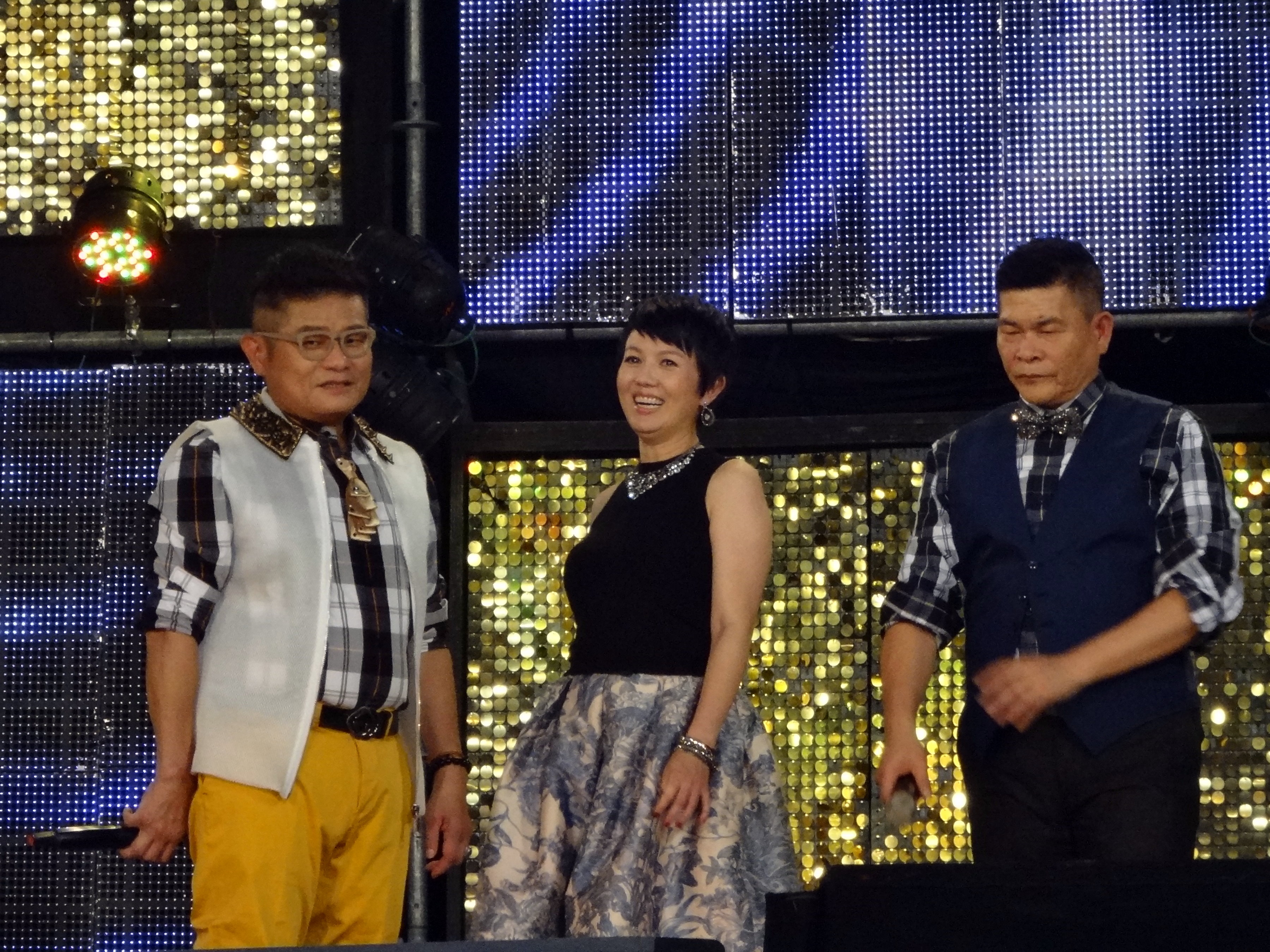
《超級夜總會》主持人：許效舜（左）、苗可麗（中）、澎恰恰（右）

- 現任：澎恰恰、許效舜、苗可麗(2014年9月27日加入主持)

## 播出時間
| 頻道                      | 所在地   | 播出日期       | 播出時間             |
| ------------------------- | -------- | -------------- | -------------------- |
| 三立台湾台                | 臺灣     | 2011年11月12日 | 每週六 18:30 - 20:00 |
| 佳乐台                    | 新加坡   |                | 每週日 21:00 - 22:30 |
| Astro欢喜台 Astro欢喜台HD | 马来西亚 | 2012年10月7日  | 每週日 22:00 - 23:30 |
| Astro欢喜台 Astro欢喜台HD | 马来西亚 | 2013年6月30日  | 每週日 22:00 - 23:30 |
| Astro欢喜台 Astro欢喜台HD | 马来西亚 | 2016年10月22日 | 每週六 22:00 - 23:30 |
| Astro喜悦HD 停播          | 马来西亚 | 2015年2月1日   | 每週日 18:00 - 19:30 |

## 外景景點
截至2023年7月止，《超級夜總會》已至以下縣市之知名廟宇、觀光景點（含遊樂區）及學校（小學、高中、高職、大學校區）錄製節目。如：
- 基隆市（暖暖區-暖暖運動公園、中正區-碧砂漁港、七堵區-堵南國小）、（中山區外木山漁港）
- 臺北市（士林區社子島-坤天亭、北投區-關渡宮、南港區-市民大夜市 ）、（信義區-松山慈惠堂）
- 新北市（土城區-土城區公所前廣場）、（土城區-全國宴會館）、（土城區-頂埔社區活動中心）、（土城區-大墓公廟）（新店區-碧潭橋下廣場）、（林口區中山路-林口夜市）、（林口區-竹林山觀音寺）、（鶯歌區-聖天宮）、（三峽區-新北市客家文化園區）、（三峽區-三峽廣行宮）、（三峽區-三峽觀光夜市）、（新莊區-泰舍至善元廣場）、（新莊區-海大王時尚婚宴會館停車場）、（鶯歌區-永昌籃球場)、（瑞芳區-瑞芳棒球場）、（樹林區-大安花園夜市）、（樹林區-興仁花園夜市）、（萬里區-玉敕文武廟）、（蘆洲區-保佑宮）、（板橋區-板橋慈惠宮）、（板橋區-板橋第二體育場）、（永和區-綠光河岸公園廣場）、（五股區-五股賀聖宮）
- 桃園市（八德區-元聖宮）、（八德區-興仁花園夜市）、（桃園市-護國宮）、（桃園市-景福宮）、（龜山區-威天宮）、（龜山區-明倫三聖宮）、（平鎮區-福明宮）、（蘆竹區-南崁五福夜市）、（蘆竹區-龍德宮）、（蘆竹區-誠聖宮）、（蘆竹區-光明河濱公園）、（蘆竹區-南崁五福宮）、（桃園區-大園仁壽宮）、（楊梅區-頭前溪三元宮）、（楊梅區-埔心牧場）、（中壢區-仁海宮）、（大溪區-大溪仁和宮）
- 新竹市 （新竹市-塹港富美宮）
- 新竹縣（新豐鄉-池和宮）
- 苗栗縣（通霄鎮-慈后宮）、（通霄鎮-通霄火車站前）、（通霄鎮-清微山玉清聖殿）、（三義鄉-三義聖靈宮）
- 臺中市（梧棲區-大庄浩天宮 、頂寮斗美三王府) 、(南屯區-萬和宮)、(東區-旱溪樂成宮)、(南區樹義里-福田水資源回收中心)、(大甲區-大甲鎮瀾宮)、(后里區-麗寶樂園）、（大肚區-五路財神廟)、（台中市-台中市政府廣場）、（潭子區-大富宮）、（北區-經貿文創觀光夜市村）、（神岡區-社口萬興宮）、（西屯區-妖怪夜市）、（北屯區-南興宮）、（烏日區-烏日寶林寺）、（龍井區-龍井永順宮）
- 彰化縣（芳苑鄉-普天宮）、(彰化市-南瑤宮、萬興宮）、（福興鄉-福興工業區）、（大城鄉-永鎮宮）、（社頭鄉-社頭鄉果菜批發市場）、（福興鄉-粘厝鎮興宮）、（鹿港鎮-彰濱媽祖文化季）、（員林市-龍燈夜市）、（埔鹽鄉-埔鹽順天宮、埔鹽國小）、（和美鎮-和美德安宮）、（埤頭鄉-埤頭合興宮）、（大村鄉-埤腳五通宮）
- 南投縣（名間鄉-松柏嶺受天宮）、（國姓鄉-國姓搶成功）、（埔里鎮-埔里瀛海城隍廟）
- 雲林縣（北港鎮-北港朝天宮）（台西鄉-五條港安西府）、（林內鄉-濟公堂）、 （斗南鎮-斗南順安宮）、( 西螺鎮-西螺福興宮 )、（四湖鄉-三條崙海清宮、箔子寮普天宮）、（虎尾鎮-廉使永興宮）、（麥寮鄉-拱範宮）、（崙背鄉-崙背中厝天師府）、（水林鄉-蕃薯厝順天宮）
- 嘉義市（東區-大天宮）
- 嘉義縣（新港鄉-新港奉天宮）、（朴子市-朴子配天宮）、（朴子市-大槺榔什姓公）、（太保市-水牛厝玉皇宮）、（布袋鎮-新塭嘉應廟）、（東石鄉-東石港先天宮）、（東石鄉-東石永靈宮）、（梅山鄉-梅山玉虛宮）
- 臺南市（安定區蘇厝庄頭-第一代天府真護宮）、(安南區土城-正統鹿耳門聖母廟)、（中西區-三郊鎮港海安宮）、（新營區-新營太子宮）、（新營區-新營莊家天上聖母新民國小校門前）、（六甲區-六甲恆安宮）、（柳營區-柳營代天院）、（下營區-下營北極殿玄天上帝廟）、（新化區-新化保生大帝廟）、（新市區-遠東科技大學）、（永康區-小橋公園）、（永康區-大灣淩霄寶殿武龍宮）、（仁德區-仁德萬龍宮）、（歸仁區-武當山上帝廟）（安平區-海安路停車場）（佳里區-佳興國小、佳里興震興宮）
- 高雄市（左營區-左營慈濟宮）、（大社區-大社青雲宮）（大社區-大社保元宮）、（小港區-南星計畫園區）、（小港區-小港森林公園）、（大寮區-高雄八德宮）、（林園區-林園廣應廟）、（林園區-鳳芸宮）、（三民區-覆鼎金保安宮）、（苓雅區-高雄市文化中心）、（苓雅區-港口慈濟宮）、（前鎮區-中正高工）、（鹽埕區-駁二藝術特區）、（內門區內門順賢宮）、（岡山區-岡山壽天宮）、（旗山區-旗山體育場）、（路竹區-路竹天后宮）、（鳳山區-鳳山五甲龍成宮）、（仁武區-大灣武聖廟）、（湖內區-湖內慈濟宮）、（美濃區-美濃夜市）
- 台東縣（台東市-台東糖廠文創園區）
- 屏東縣（高樹鄉-高樹國中）、（東港鎮-東港東隆宮）、(九如鄉-檸檬節）、（長治鄉-星心相映中秋晚會）、（枋山鄉-愛文芒果嘉年華晚會）、（萬巒鄉-萬巒豬腳節）、（車城鄉-車城福安宮）、（屏東市-唐榮國小）、（屏東市-千禧公園）、（恆春鎮-東門豎孤棚廣場）
- 宜蘭縣（五結鄉-四結金土地公廟）、（五結鄉-二結王公廟）、（五結鄉中秋民俗文化晚會）、（頭城鎮-頭城鎮立圖書館）、（宜蘭市-東嶽文化季）、（蘇澳鎮-南方澳南天宮）、（蘇澳鎮-南方澳進安宮）、（礁溪鄉-勅建礁溪協天廟聖祖殿、夫人殿晉座大典-礁溪國小）、（三星鄉-無極慈皇宮）、（三星鄉-大洲國小）
- 澎湖縣 （馬公市-山水上帝廟）
- 金門縣（金城鎮-莒光樓）

海外
- 新加坡（Viridian Art House）
- 马来西亚

## 精彩節目

### 台灣好歌、台灣好秀
- 邀請到台語流行音樂歌手及藝人們到現場表演，演唱動人的精典歌曲並演唱現場觀眾所點播的歌曲。
- 邀請到選秀節目：《超級星光大道》、《超級偶像》、《超級紅人榜》節目歌手到現場演出，演唱動人的精典歌曲並演唱現場觀眾所點播的歌曲。
- 邀請到八點檔鄉土劇與偶像劇：《家和萬事興》、《牽手》、《雨夜花》、《愛上巧克力》、《阿爸的願望》、《天下女人心》、《含笑食堂》.......劇中演員到現場演出，演唱動人的精典歌曲並演唱現場觀眾所點播的歌曲。
- 邀請到高雄市樹德科技大學啦啦隊、巴蜀三變變臉團、高雄市小港區漢民國民小學扯鈴隊到現場表演。
- 邀請到台中市金聲武道館到現場表演。
- 邀請到電影《阿爸》、《球愛天空》的演員到現場表演，演唱動人的精典歌曲。
- 邀請到腹語老師鄧志鴻（藝人）至台上與歌手共同表演。

### 單元
澎公與憨舜（澎公-澎恰恰，憨舜-許效舜）
單元之一（第二集起不定時在節目中穿插播出）。

運用演戲的方式把各個廟宇的歷史、由來及週邊故事簡單扼要的介紹給社會大眾，表演中也會適時穿插一些與《鐵獅玉玲瓏》相關的精典台詞。

更會邀請到台語歌手及藝人們（王瑞霞、黃西田、霍正奇、劉至翰、江國賓、李燕、檢場+李翊君夫妻、況明潔、林清吉、丁國琳、吳宗憲、康康......等）演唱好聽的歌曲外並共同參與短劇的演出。

〇...家族族譜...〇
⒈呂仙祖...黃西田

⒉三太子...扣頭妘

⒊灶  神...呂雪鳳
⒋大伯公...廖峻/子...廖錦德

⒌大姑婆...紀亮竹(小草)/女...黃露瑤

⒍二姑婆...王滿嬌/子...李易

⒎澎  公...澎恰恰/日本女友松阪腰子...白冰冰配夫玲噹龍四郎...沈文程

⒏三姑婆...唐玲

⒐三叔公...阿吉仔

⒑四姑婆...況明潔

⒒五姑婆...林慧萍

⒓小叔公...???尚未登場
超級劇場
單元之一...
搭配阿爸的願望，推出「阿爸的願望」系列，由廖峻、曾莞婷、黃文星、吳申梅搭配主持人演出

「阿爸的願望Part2」，由黃文星、吳申梅、蕭景鴻搭配主持人演出；

「超級阿爸」，由阿吉仔、楊慶煌、安迪、唐玲演出。

搭配天下女人心，曾在南港區市民夜市，由該劇中主要演員共同演出。
搭配含笑食堂，推出「含笑食堂」系列...
超級歌中劇
單元之一...由林慧萍為主要演出歌星，以獨特的嗓音搭配上兩位主持人的搞笑功力。將記憶中那熟稔的歌曲，賦予全新的樣貌，有歌有劇。詼諧中帶點懷舊氣息。
擴大延伸...即興超級歌中劇，不固定演出人員，如:帶子郎
人生歌聲
單元之一...由金曲歌后詹雅雯擔綱固定來賓，訴說著各地的感人故事，並透過雅雯的歌聲撫慰與鼓勵當事人，並傳達溫暖的正面能量給全國觀眾朋友
主持人更與詹雅雯一同走入社區、家庭，發掘更多在台灣的感動。
鐵獅玉玲瓏
表演內容與三立綜藝節目黃金夜總會中著名的單元相同，於2012年在「台灣三大炮 金龍好年冬」除夕特別節目再次登場。於2013年在「歡喜慶蛇年 好運龍總來」除夕特別節目加入兩大童星紀亮竹與扣頭妘共同演出
超級歌聲
演繹歌手的生命故事，並邀請神秘佳賓現身，每一次都有感人肺復的心聲與告白...

2012年6月29日於林口夜市首先安排曾心梅，並邀請神秘佳賓曾媽媽現身...

翁立友，在高雄保安宮，因為母親的現身，哭到無法唱歌
龍千玉，在萬里玉敕文武廟，恩師張錦華現身為她加油打氣
江志豐，於土城錄影，龍千玉與三姐和阿姨現身...
吳俊宏，於通宵錄影，父母前來，感動下跪...
陳隨意，於永興宮錄影，母親前來...
寶島歌王葉啟田，返鄉禮讚，嗯師郭大城突然現身，感動真情
方瑞娥，於宜蘭市錄影，恩師郭一男前來...
不定期製播，是本節目的另一個催淚彈。
在台灣的感動
由詹雅雯主持。
永遠的星星
邀請久未公開演出的資深藝人，...
蔡一紅、郭大城、李登財、洪第七、素蘭、郭一男、連明月、黃香蓮
鐵獅宮
一間虛構的寺廟「鐵獅宮」為場景的短劇單元。表演內容與中視綜藝節目歡喜玉玲龍中著名的『歡喜大鼻宮』單元相同，許效舜飾演鐵獅宮的門生「許門生」、苗可麗飾演鐵獅宮的助理「阿麗」、澎恰恰飾演鐵獅宮的師父（乩童）。每次許門生請師父出場時則呼喊：「有請師父！」或「仙仔（師父）！」。師父出場時領唱主題曲（演奏王夢麟的歌曲〈廟會〉為出場樂，有時也會以原曲為基底即興改編）。師父會在許門生的安排下被三太子附身。特別來賓會詢問三太子一些問題，但必須要以「尊敬的心」詢問問題；否則，三太子若被激怒，三太子身後的獅頭道具會噴出乾冰（香爐版本則會噴出火柱「發爐」），門生同時喊「黑白講」。
有間柑仔店
一間虛構的「有間柑仔店」為場景的短劇單元。由澎恰恰飾演「鐵獅里」里長兼柑仔店老闆，許效舜飾「金豹里」里長，苗可麗飾演里民，以及來賓參與演出，每次都會有不同的劇情故事發展在這間柑仔店。
超級豐神榜
超級任務

### 藝人特殊名稱
(蔡秋鳳)=雨神

(阿吉仔)=鎮殿王爺

(邢峰)=祖師爺、邢教授

(賀一航)=鎮殿之寶(叫小賀)

(方瑞娥)=媽祖婆

(連明月)=老辣妹

(呂雪鳳)=任考不倒呂老師

(黑面)=南俠翻山虎

(曾心梅)=台灣的女兒

## 獎項

### 電視金鐘奬
| 年份   | 獲提名                 | 獎項                             | 結果 |
| ------ | ---------------------- | -------------------------------- | ---- |
| 2012年 | 澎恰恰、許效舜         | 第47屆金鐘獎最佳綜藝節目主持人獎 | 獲獎 |
| 2014年 | 超級夜總會             | 第49屆金鐘獎最佳綜藝節目獎       | 獲獎 |
| 2024年 | 澎恰恰、許效舜、苗可麗 | 第59屆金鐘獎綜藝節目主持人獎     | 獲獎 |

## 外部連結
- 官方部落格
- 超級夜總會的Facebook專頁
- 超級夜總會的Instagram帳戶
- YouTube上的超級夜總會頻道

## 作品的變遷
| 臺灣 三立台灣台、三立戲劇台 每週六 18:30-20:00 | 臺灣 三立台灣台、三立戲劇台 每週六 18:30-20:00 | 臺灣 三立台灣台、三立戲劇台 每週六 18:30-20:00 |
| ---------------------------------------------- | ---------------------------------------------- | ---------------------------------------------- |
|                                                | 超級夜總會 （2011年11月12日-至今）             |                                                |
| 黃金夜總會 （1995年-2011年11月5日）            | —                                              |                                                |